# Carl Sam Åsberg
Carl Samuel Åsberg, född 22 oktober 1888 i Gävle, död 7 maj 1961 i Stockholm, var en svensk författare och översättare. Åsberg medarbetade i tidningar och tidskrifter som Svenska Dagbladet, Stockholms-Tidningen och Vi.
Åsberg var son till direktören Jonas Åsberg, grundare av varvet Hammarbyverken, och Kerstin Hillman. Han blev fil. kand. 1913 och fil. lic. 1917 efter studier i Lund och Uppsala och var biblioteksamanuens i Uppsala 1918–1919.
Åsberg var gift med sångerskan Helmi Wegelius-Åsberg (1893–1953). Hans senare år präglades av ohälsa och 1948 var Åsberg bosatt i Spanien, men återvände senare till Sverige. Makarna Åsberg är begravda på Sandsborgskyrkogården i Stockholm.

### Översättningar
- Kræmmer, Elias (1925). Vågorna välva - : Roman. Stockholm: Hökerberg. Libris 1486156 - Originalets titel: Bølgerne ruller
- Nodier, Charles (1947). Bibliomanen / av Charles Nodier ; med inledning och noter av Ejnar Munksgaard ; samt ill. av Ebbe Sadolin ; [övers. av Carl Sam Åsberg]. Stockholm: Norstedt. Libris 1412061 - Originalets titel: Le bibliomane.
- Daninos, Pierre (1955). Major Thompson upptäcker Frankrike. Stockholm: Hökerberg. Libris 1493241 - Originalets titel: Les carnets du major W. Marmaduke Thompson